# Telfes im Stubai
Telfes im Stubai é um município da Áustria, situado no distrito de Innsbruck-Land, no estado do Tirol. Tem 27,37 km² de área e sua população em 2019 foi estimada em 1.601 habitantes.